# Wunderheilungen am Grab Willehads

Bischof Willehad, Holzschnitt aus dem niederdeutschen Passional, Lübeck 1492

Die Wunderheilungen am Grab Willehads waren eine Reihe von
Wunderheilungen, die sich beginnend am Pfingstfest 860 an der Grabstätte des ersten Bremer Bischofs Willehad im Dom zu Bremen ereignet haben sollen.
Die Kunde der Wunderheilungen verbreitete sich offensichtlich rasch im nordwestdeutschen Raum und zog in der Folge zahlreiche Frauen und Männer an, die durch Gebete am Grabe Willehads – der nach seinem Tod im Jahr 789 als Heiliger verehrt wurde – auf Genesung hofften. Überliefert wurden die Ereignisse von Bischof Ansgar in seinen Aufzeichnungen über Wunder am Grabe Willehads.

## Heilige zu Zeiten Willehads
„Heilige entstanden zu Willehads Zeiten nicht als Ergebnis langwieriger Prüfungsverfahren berufener Gremien und schließlich päpstlicher Entscheidungen, sie wurden verehrt wegen ihres frommen, asketischen Lebenswandels und ihrer Wunderkraft und rechtfertigten ihre Verehrung durch Wunder. […] Wenn sich die Wunder ereigneten, die das Volk wünschte, konnte der Bischof die Erhebung zum Heiligen vornehmen und den Tag für die Verehrung in der Diözese festsetzen.“

## Liste der Wunderheilungen
Bischof Ansgar sammelte in seinen Aufzeichnungen die am Grab geschehenen Wunderheilungen (eingeleitet, übersetzt und bearbeitet von Andreas Röpcke, S. 78 ff; siehe Literatur)

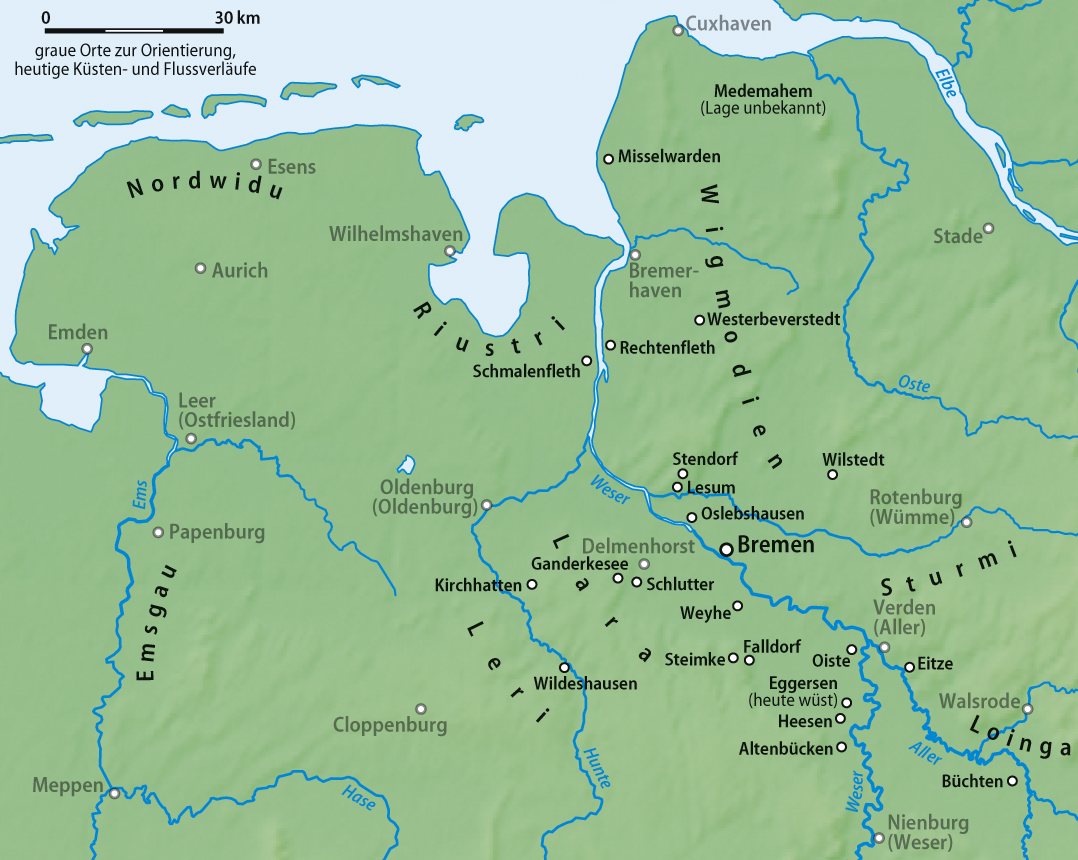
Herkunftsorte der am Grab des Bischofs Willehad Geheilten

- Eine seit sieben Jahren blinde Frau aus Oslebshausen (Tida) „erhielt das Augenlicht als Geschenk aus Gottes Hand zurück“.
- Aus dem Emsgau[2] kam eine Frau (Wimod), die seit neun Jahren blind war und „erhielt das Augenlicht, das sie verloren hatte, zurück“.
- Am Geburtstag des hl. Johannes des Täufers (24. Juni) wurden „inmitten einer sehr großen Menschenmenge sieben Sieche von verschiedenen Krankheiten befreit.“
- Aus Lara (dem Gebiet zwischen Weser und Hunte) aus dem Dorf Schlutter (an der Delme unweit Delmenhorsts) konnte sich eine Frau „seit vielen Jahren nicht anders als auf den Händen kriechend fortbewegen“, sie hatte eine Tochter, die von Kindheit an blind war – die Tochter wurde sehend und die Frau konnte „sich wieder allein und aufrecht fortbewegen und auf eigenen Füßen zu ihrem Wohnort zurück wandern“.
- Zwei Frauen aus Lara aus dem Dorf Falldorf (südöstlich von Syke), von denen die eine blind und die andere lahm war, „kehrten durch Gottes Güte frisch und gesund heim“.
- Ein junger Mann aus dem Dorf Altenbücken (südlich von Hoya/Weser), „der schon lange Zeit gelähmt war, erhielt durch Gottes Fügung seine frühere Kraft zurück“.
- Eine Frau namens Adsuit aus dem Dorf Baldrikeswich im Gau Ostarburge (im Gebiet um Vlotho und Rinteln an der mittleren Weser), litt „schon lange sehr an einer Lähmung“; nach einer Messe wurde der Gemeinde mitgeteilt, „dass gerade an dem Tag viele Kranke, sieben oder acht vielleicht, von verschiedenen Leiden geheilt worden waren.“ „Während nun Geistlichkeit und Gemeinde Gott für die geschehenen Wunder die schuldigen Loblieder sangen, erhob sich plötzlich Adsuit mitten aus der Gemeinde und begann, auf die Altarstufen zuzulaufen.“[3]
- In Waldsaten im Dorf Wilstedt (zwischen Tarmstedt und Ottersberg) litt eine Frau namens Ikkia seit sieben Jahren an Blindheit, sie wurde von ihrer Nachbarin nach Bremen geführt – sie wandte sich dann an ihre Führerin mit den Worten „Sieh nur, ich sehe wie Du das Licht des Himmels.“[4]
- Eine Frau, die ebenfalls Ikkia hieß und aus derselben Gegend kam, war seit vielen Jahren vom Gürtel abwärts gelähmt, ihre „Kräfte wurden durch Gottes Barmherzigkeit wiederhergestellt“.
- Ein Einheimischer, der aus Armut umherzog, blind war und um Almosen bat, und seine blinde Stieftochter erlebten in Wildeshausen, dass die Stieftochter mit einem Auge wieder sehen konnte, und als sie „zum Bremer Dom kamen“, wurde er selbst auf beiden Augen und seine Stieftochter auch auf dem anderen Auge sehend.
- Ein seit seiner Kindheit Taubstummer aus dem Gau Nordwidu (an der ostfriesischen Küste um Esens und Dornum) erhielt ebenfalls in Wildeshausen seine Hörfähigkeit und im Bremer Dom auch seine Sprache dank „Gottes Milde und Güte durch Vermittlung des hl. Willehad“.
- Die Tochter eines gewissen Fridebern aus Lara aus dem Dorf Oiste (links der Weser westlich von Verden) war schon seit langer Zeit an allen Gliedern gelähmt – sie „begann durch Gottes Güte Erleichterung zu verspüren“ und kehrte zur Freude der Verwandten und Nachbarn „an allen Gliedern gesund in das väterliche Haus zurück“.[5]
- In Steoringen (im Raum zwischen Weser und Hunte) im Dorf Ganderkesee war eine Frau namens Herimod zwei Jahre lang taub gewesen, sie erhielt ihre Hörfähigkeit zurück.
- Zwei Frauen aus Falldorf in Lara (siehe oben): Hathaburch war durch Verkrüppelungen zusammengekrümmt und Marcswid war blind – „beide kamen gesund und froh wieder nach Hause“.
- Ein Mädchen aus Weyhe war seit langem an allen Gliedern geschwächt und hatte in seinem ganzen Körper keinerlei Kraft mehr – es erhielt „einen ganz gesunden Körper wieder“.
- Eine Frau namens Gerswid aus Eitze in Sturmi (Gebiet von der Allermündung nordöstlich bis etwa an den Oberlauf der Wümme) bekam, nachdem sie lange an Blindheit gelitten hatte, das Augenlicht wiedergeschenkt.
- Eine Frau aus Stendorf wurde nach längerer Blindheit mit Hilfe des Heiligen geheilt, „nachdem sie sich betend niederlegte“.
- Der Blinde Meinrad aus dem friesischen Dorf Westanko (Lage ungeklärt) erhielt „von himmlischer Gnade erleuchtet, seine Sehkraft zurück“.
- Der seit neun Jahren blinde Reinmuod aus Kirchhatten erlangte die Sehkraft wieder.
- Ein Mann aus Misselwarden in Wigmodien war bereits viele Jahre an der Hand lahm und „wurde dort durch des Herrn Gnade geheilt“.
- „Ebenso aus Wigmodien aus dem Dorf Westerbeverstedt (jetzt Lunestedt) kam eine Frau namens Thiatgardis, die lange blind war und dort wieder sehend wurde.“[6]
- In Sturmi in dem Dorf Eitze konnte „ein gewisser Akko schon viele Jahre den Arm zu nicht gebrauchen“ (nach einer Verletzung) – er erhielt „ein Gnadengeschenk des Himmels: Er spürte für geraume Zeit einen quälenden Schmerz in seinem Arm, wurde aber endlich geheilt und streckte die rechte Hand aus. Alle dankten Gott für seine Heilung.“[7]
- „Ein gewisser Hruodwig“ aus Steimke, der drei Jahre stumm gewesen war, ging schweigend hin und bat den Heiligen um Hilfe und plötzlich begann er, „die großen Taten des Herrn zu verkünden“.
- In Rechtenfleth konnte sich eine Frau lange Zeit nicht einmal im Bett umdrehen und vom Grab des Heiligen „stürzte sie mitten in die Kirche und sang dem Herrn Loblieder“. Sie ging unverdrossen auf eigenen Füßen den Weg zurück, den sie hergefahren worden war.[8]
- Im Dorf Büchten in Loinga (Gebiet an den Unterläufen der Allerzuflüsse Leine und Böhme) war eine Frau mit Namen Siberin an allen Gliedern geschwächt – ihre Gesundheit wurde „vollständig wiederhergestellt“.
- In Lara im Dorf Eggersen (zweiter Dorfkern von Magelsen nördlich von Hoya, Ortsname ging später verloren) konnte eine Frau von Kindheit an ihre Hand zu nichts gebrauchen – „sie klatschte in die Hände und jubelte dem Herrn im Himmel zu“.
- Aus Lesum stammte eine Magd des Grafen Heriman, die er in Heesen (nordwestl. von Hoya) Weberei treiben ließ, sie „war vom Verlust der Sprache getroffen“ – als sie „auf die Kirchentür zueilte, spürte sie gleich, daß ihr Gottes Barmherzigkeit entgegenkam“ – als sie eintrat, „war plötzlich das Band ihrer Zunge gelöst“.
- Ein Mädchen aus Bremen (mit Namen Wige) „erlangte durch die Verdienste des Heiligen ihre Sprache und den Dienst aller ihrer Glieder wieder“.[9]
- Tethildis aus Upriustri (zwischen der Unterweser und dem heutigen Jadebusen) war von Geburt an rechtsseitig gelähmt und wurde „mit Gottes Hilfe geheilt“.
- Ida aus dem Dorf Medemahem (Lage unbekannt, möglicherweise Neuenkirchen)[10] in Wigmodien wurde nach neunjähriger Blindheit „das helle Licht ihrer Augen geschenkt“.
- Die Frau Dislith aus Schmalenfleth in Riustri bekam die Sehkraft auf beiden Augen wieder, nachdem sie elf Monate auf einem Auge blind war.
- Die Frau Egilmarc aus dem Dorf Tadinghem (Lage unbekannt) kehrte auf eigenen Füßen nach Hause – vorher war sie vier Jahre gelähmt.
- Eine Frau aus Utrothe (Lage unbekannt) war „anderthalb Jahre des Augenlichts beraubt gewesen, als sie durch die Fürbitte des Heiligen ihre Gesundheit wieder erhielt“.
- Die Frau Hrotgardis aus Lesum ging an zwei Stöcken in den Bremer Dom – „und als sie mit dem seit vielen Jahre lahmen Fuß wieder ausschreiten konnte“ merkte sie, dass sie geheilt war.
- „Außerdem wurden noch viele […] schon unterwegs geheilt.“ – Sie kehrten bereits unterwegs um und eilten voller Freude heimwärts.[11]

Bischof Ansgar schließt die Aufzählung der Wunderheilungen mit den Worten:

„Damit nun aber meine Erzählung nicht zu weitschweifig und den Lesern beschwerlich wird, habe ich […] vieles mehr ausgelassen. […] Den Leichnam des hl. Willehad aber, der schon einmal von seiner Ruhestätte an einen anderen Ort geschafft worden war, habe ich in Anwesenheit einer sehr großen Menge von Gläubigen und unzähligen Geistlichen dort aufnehmen, auf eine Bahre legen und unter den lauten Lobgesängen der Versammelten […] am Tage seiner Bestattung [8. November] in dem neuen Dom, den ich damals eingeweiht hatte, beisetzen lassen. Nachdem er hier in Ehren ruhte, erlangte er weiterhin Berühmtheit durch zahllose Beweise seiner Wunderkraft, und von Tag zu Tag mehren sich dort vielfältige Wunderzeichen durch die Verdienste des Heiligen.“

## Bedeutung der Berichte
In einer Zeit ohne moderne Medizin half in vielen Fällen von Krankheit, Gebrechen und Siechtum nur das Beten. Geistliche forderten die Gläubigen auf, sich mit ihren Sorgen an Gott zu wenden.

„Sichtbare Zeichen von Gottes Gnade versprachen die Geistlichen dem Volk aber dort am ehesten, wo himmlische Fürsprecher körperlich anwesend waren. Heilige beziehungsweise deren Körperteile galten daher in Kirchen als verehrte Reliquien mit direktem Zugang zum göttlichen Beistand.“

In Bremen fehlten aber „wirklich wirkungsmächtige Reliquien“, deshalb wurde um 860 an der Weser dringend ein Wunder benötigt. Beglaubigt wurde die Sammlung der Berichte über die Wunderheilungen durch die genaue Angabe der Herkunftsorte der Geheilten. So wurden die Geschichten Ansgars eine Art Tatsachenbericht – „ein in dieser Form im Frühmittelalter einzigartiger Text!“
Für die Heimatgeschichtsforschung ist der Text vor allem deshalb von großer Bedeutung, weil in ihm viele Orte zwischen Elbe und Ems erstmals dokumentiert sind. So konnten sich Orte wie Lunestedt, Weyhe, Eitze u. a. auf die von Ansgar aufgeschriebenen Wunder am Grabe des heiligen Willehad berufen, als sie 2010 ihr – mindestens – 1150-jähriges Bestehen feierten. Bremen kann „nicht ohne Stolz auf das älteste Zeugnis bremischer Alltags- und Sozialgeschichte zurückblicken. Dieser 'wunderbare' Text ist nicht nur für die Region Bremen wichtig, sondern ein Dokument von nationalem Rang, das in Norddeutschland einzigartig ist.“